# Brioška
Brioška (francouzsky brioche) je sladké pečivo původem z Francie, podobné mazanci. Peče se ze sladkého kynutého těsta, jež obsahuje množství másla, vejce, a často i rozinky. Díky tomu je její střída jemná a lahodná. Známý francouzský šéfkuchař a restauratér Joël Robuchon ji popisuje jako „lehkou a mírně nadýchanou v závislosti na poměru másla a vajec“. Může mít mnoho různých tvarů, například bochník, věnec či uzlík.
Povrch briošek se po vykynutí těsně před pečením potírá žloutkem, díky čemuž je pak kůrka zlatohnědá a loupavá. Od bílého francouzského chleba se liší přidáním vajec, tekutin (mléko, voda, smetana, a někdy i brandy) a občas i trochy cukru.

## Podávání a konzumace
Briošky se často podávají s kávou ke snídani, s ovocem či čokoládou mohou být součástí dezertů a verze bez rozinek chutnají i s burgery, klobáskami či s foie gras.
Brioška je pečivo zmíněné ve francouzské frázi „qu'ils mangent de la brioche“, tradičně překládané v podobě „Ať jedí koláče“.